# Elise Zöllner
Elise Zöllner, verehelichte Szathmáry, (* 1810 in Pest; † 1862 in Lemberg) war eine österreichische Sängerin und Schauspielerin, besonders im Bereich des Alt-Wiener Volkstheaters. Sie war eine Zeitgenossin von Ferdinand Raimund und Johann Nestroy, in deren Stücken sie oft auftrat.

## Familie
Elise Zöllner stammte aus einer alten und zahlreichen Schauspielerfamilie. Ihr Großvater war der Schauspieler Friedrich Zöllner, ihr Vater, ebenfalls Schauspieler, war Philipp Zöllner (* 7. September 1785 in Pest, † nach 1852 in Wien).
Friedrich Zöllner leitete das Theater in Preßburg und trat später in Pest auf, wo er nach 45 Bühnenjahren starb. Sein Sohn Philipp, Elises Vater, spielte schon 1801 mit 16 Jahren kleinere Rollen im Theater von Neusatz (heute Novi Sad in Serbien). Über ungarische Kleinstadttheater kam er ans Theater an der Wien, blieb jedoch aus familiären Gründen schließlich doch in Pest und übernahm dann die Direktion des Theaters in Maria Theresiopel (heute Subotica in Serbien). Mit einer Wandertruppe gastierte er in ganz Ungarn und wurde schließlich Direktor in Kaschau (heute Košice in der Slowakei). 1810 übernahm er die Oberregie im Pester Theater, die er bis 1824 beibehielt. Bis 1852 wirkte er noch in Preßburg als Schauspieler und Regisseur, dann trat er ab und lebte bis zu seinem Tode (Datum unbekannt) in Wien. Er war Vater einer zahlreichen Familie, die bis auf eine Ausnahme – ein Sohn wurde Doktor der Medizin – dem Berufsweg von Großvater und Vater folgte.

## Leben und Theaterkarriere
Elise wurde 1810 als zweitältestes Kind der Familie Zöllner in Pest geboren, ihre Schwestern waren die Sängerinnen und Schauspielerinnen Katharina, Marie, Christine, Josephine und die Soubrette Emma, sowie die ebenfalls als Schauspieler tätigen Brüder Ferdinand und Friedrich; der Name des Bruders, der Arzt wurde, ist nicht überliefert.
1823 wird sie in einem Theater-Nachschlagwerk von Johann Wenzel Lembert für die Vereinigten Theater der beyden königl. Freystädte Pesth und Ofen bereits als Kinderdarstellerin genannt. 1829 spielte sie am 4. Dezember die Aloe bei der Premiere von Raimunds Die unheilbringende Zauberkrone im Theater in der Leopoldstadt und übernahm nach dem Tod von Therese Krones (28. Dezember 1830) deren Rollen auf dieser Bühne. Die Wiener Zeitschrift Der Sammler nennt sie 1831 im Zusammenhang mit einem Auftreten ihrer Schwester Marie, die für die unpässliche Elise einsprang,
„[…] unsere[r] talentreiche[n] Elise Zöllner, die jetzt eine Unpäßlichkeit von der Bühne entfernt hält […]“
Von 1831 bis 1832 gastierte sie gemeinsam mit einigen Familienmitgliedern im Theater von Ofen (heute Buda), 1837  gemeinsam mit ihrem Vater in Baden bei Wien als Schauspielerin auf den vereinten Bühnen von Preßburg und Baden. Vom 1. November 1839 bis zum 31. Oktober 1840 trat sie als Gast unter der Regie ihres Vaters Philipp im königlich-städtischen Theater von Pest auf.
Unter Direktor Carl Carl spielte sie neben Johann Nestroy, Wenzel Scholz, Alois Grois, Karl Treumann, Eleonore Condorussi und Marie Weiler im Theater an der Wien, unter anderem in Josef Alois Gleichs Posse Schneider, Schlosser und Tischler die Marie Engelmann. Die Theaterpresse lobte sie häufig für ihr gutes Spiel, als Beispiel seien Rezensionen anlässlich einer Benefizvorstellung am 14. Oktober 1834 zitiert, wobei auch Nestroys Einakter Der Tritschtratsch gegeben worden war:
„In den ‚todten Eheleuten‘ spielte  Dem. Zöllner die todte Frau mit bekannter Routine, […] Das Finale, in dem Dem. Zöllner durch Gesang hervortritt, ist ein Tanzquodlibet […]“ (Der Wanderer, 16. Oktober 1834, Nr. 289)
„Dem. Zöllner wurde gleich bei ihrem Erscheinen mit reger Theilnahme empfangen, […]“ (Wiener Theaterzeitung, gleicher Tag, S. 828)
Später trat sie viele Jahre im Skarbek-Theater in Lemberg auf, wo sie in komischen Rollen sehr beliebt war; sie starb auch dort.

## Ihre Rollen in Werken Nestroys (Auszug)
- Der konfuse Zauberer (1832), die Flatterhaftigkeit
- Die Zauberreise in die Ritterzeit (1832), die Eulalia Sapprawalt, wegen Stimmproblemen ab der 2. Vorstellung von Dem. Condorussi ersetzt
- Der Zauberer Februar (1833), die Schwäbin Christel
- Der böse Geist Lumpacivagabundus (1833), alternierend mit Marie Weiler die Camilla und Laura Palpiti
- Robert der Teuxel (1833), die Bäuerin Liserl
- Der Tritschtratsch (1833), die Putzmacherin Mamsell Katton
- Die Gleichheit der Jahre (1834), die Magd Margareth
- Der Treulose (1836), die Ida von Hilmers (bei der Inszenierung von 1854)
- Heimliches Geld, heimliche Liebe (1853), die Leni Pemperer
- Nagerl und Handschuh (Neuinszenierung von 1854), die Küchengretl Rosa
- Verwickelte Geschichte! (Neuinszenierung von 1858), die Geldeinnehmerin Agnes

Da damals auf den Theaterzetteln lediglich der Familienname mit der Angabe Frl. oder Dlle. (Dem.) stand, kann eine Verwechslung mit ihrer Schwester Emma nicht immer ausgeschlossen werden.